# Butterworth (Maleisië)
Butterworth is een stad in de Maleisische deelstaat Penang.
Butterworth telt 72.000 inwoners.
Nabij de stad is een basis van de Koninklijke Maleisische luchtmacht gelegen. Deze is een voormalige basis van de Britse luchtmacht en ook vandaag nog opereren er buitenlandse luchtmachten.

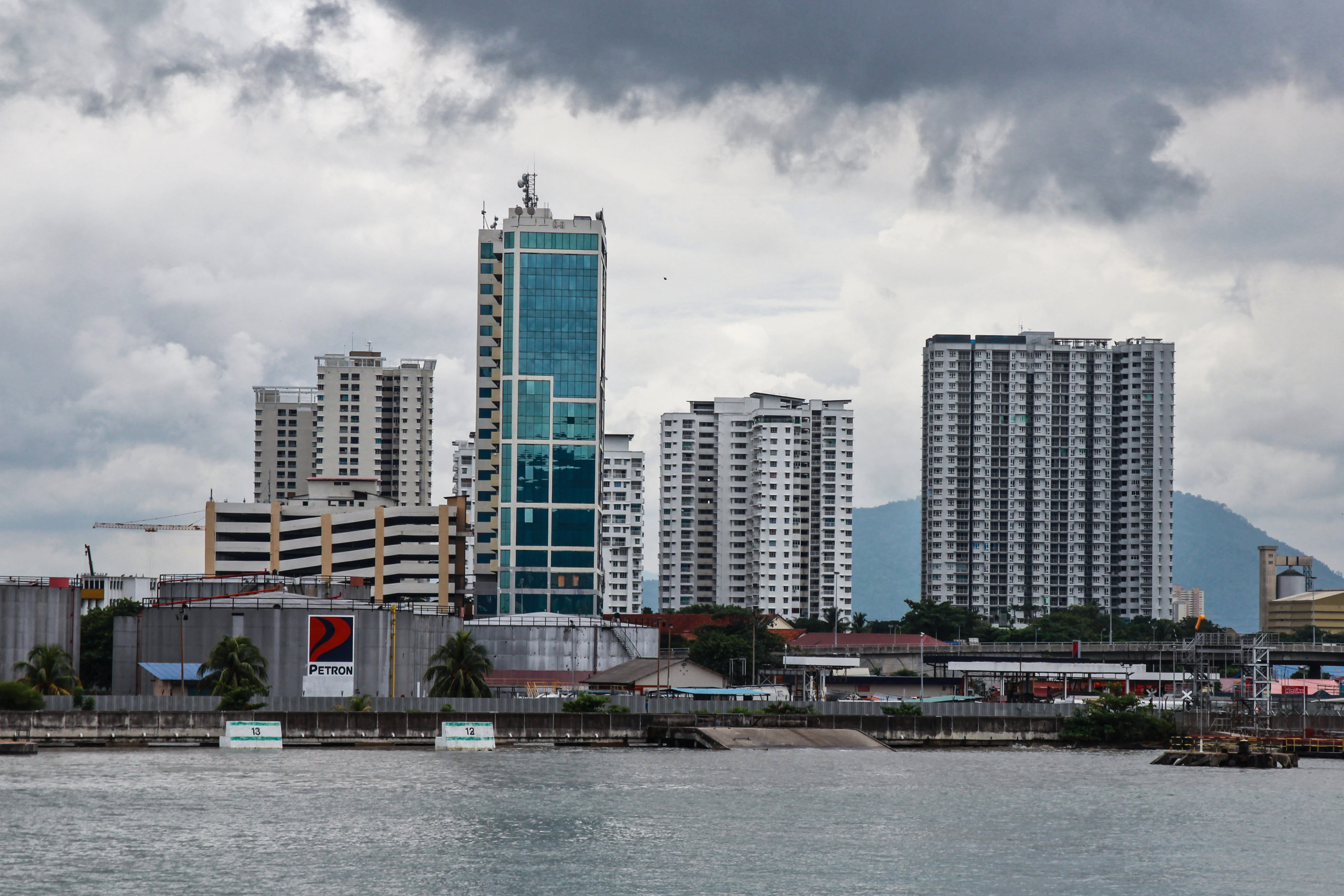
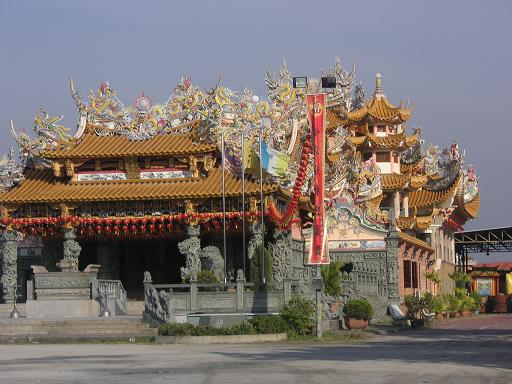
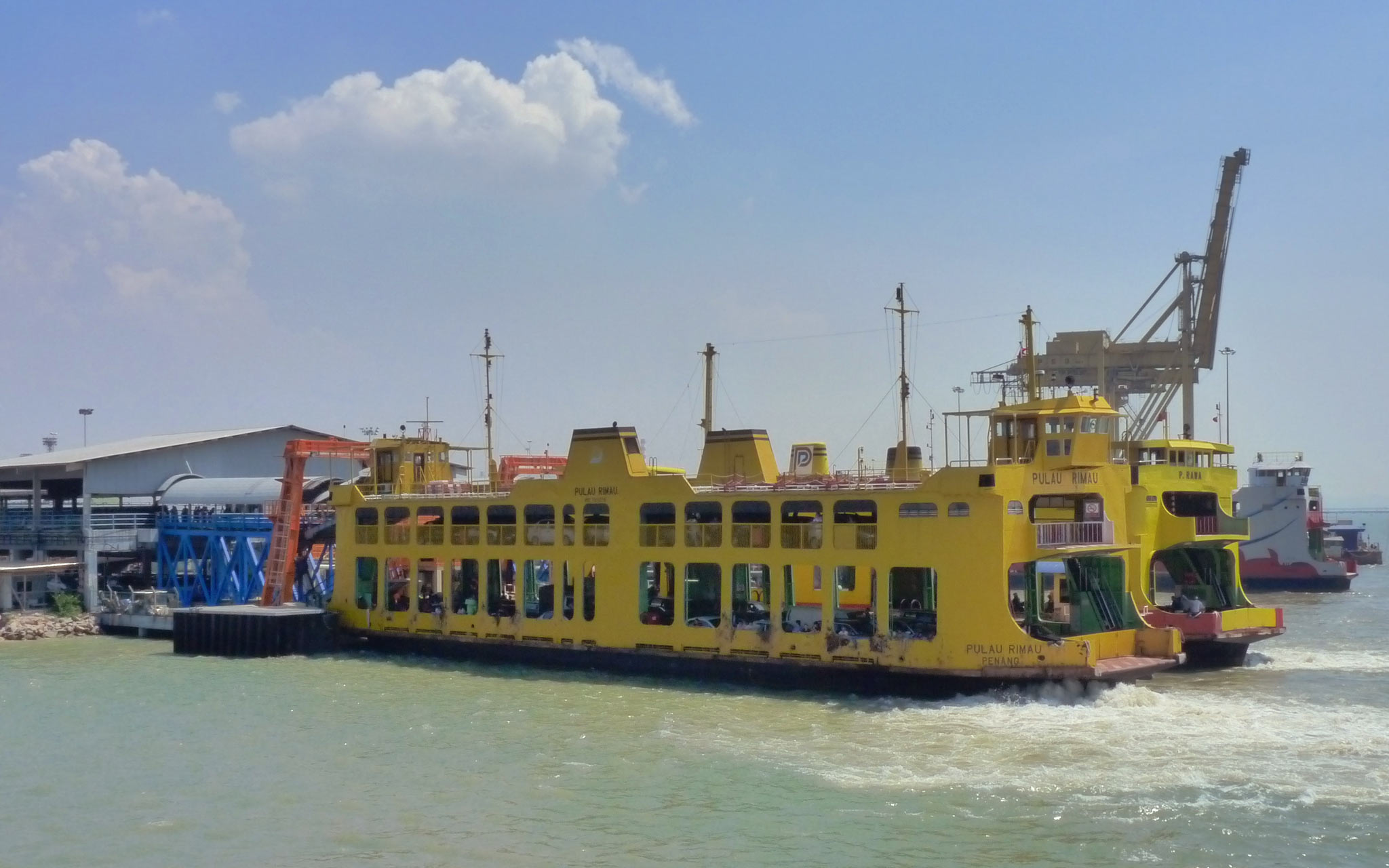
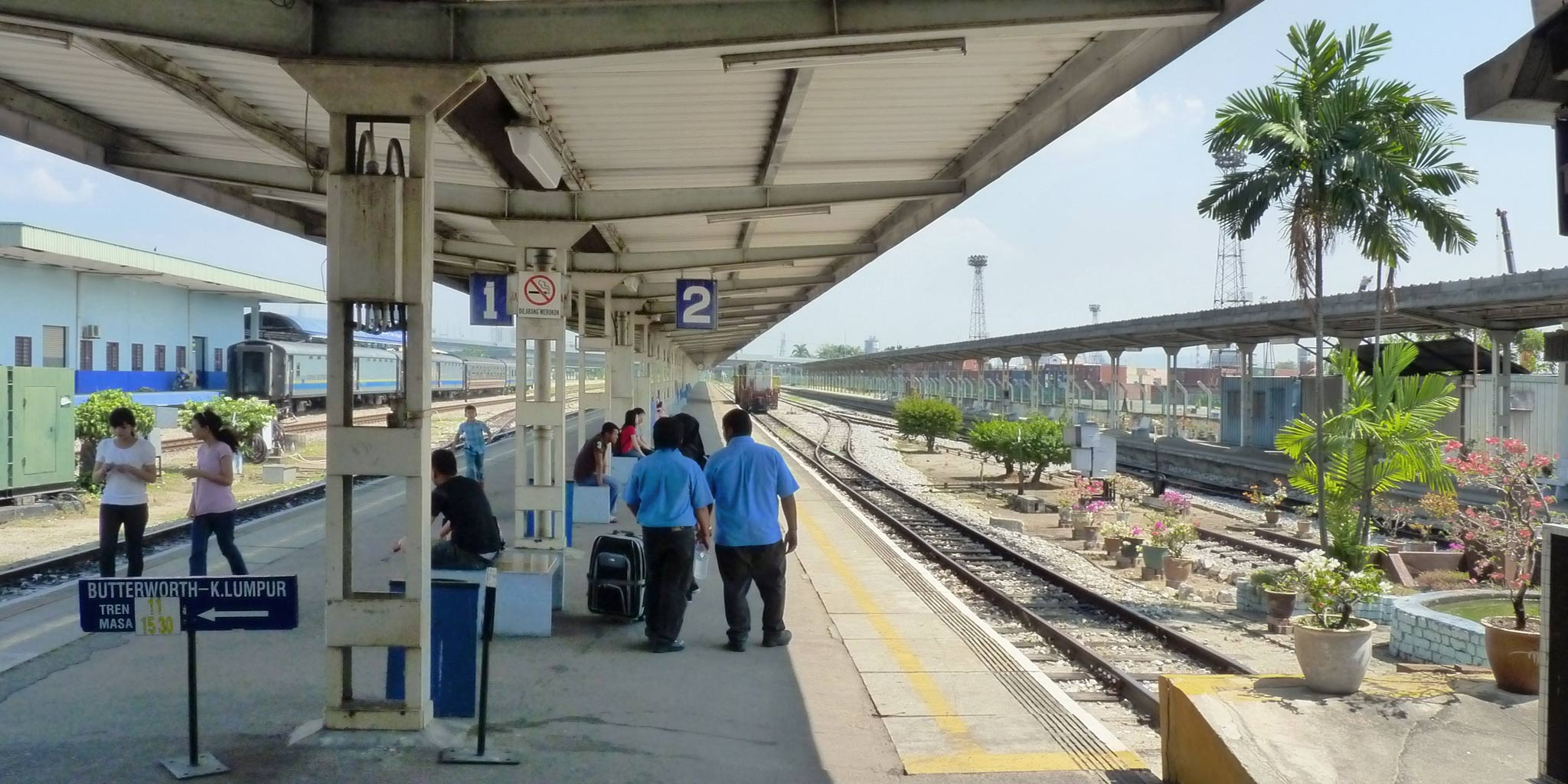